# Casa Joan Amat
La Casa Joan Amat és una obra de la Vall de Boí (Alta Ribagorça) inclosa a l'Inventari del Patrimoni Arquitectònic de Catalunya.

## Descripció
Casa pagesa de muntanya, organitzada al voltant de l'era i part del camí d'accés empedrat.
L'habitatge original, de planta baixa i dos pisos amb façana sobre el camí d'accés i coberta a dues aigües, s'ha ampliat amb la transformació d'un antic cobert que consta de planta baixa, amb porxo sobre l'era, un pis i golfes. Un cobert amb estructura de fusta, situat al fons i la façana quasi cega del paller acaben de tancar l'era. Cal destacar el tancament del conjunt respecte l'exterior i l'acumulació d'obertures sobre l'espai interior. Entre aquestes obertures són remarcables les arcades del porxo i del paller i la porta, amb elements de tancament de fusta treballada amb connotacions modernistes i el balcó de l'habitatge original.

## Història
A l'arc rebaixat de la porta de l'habitatge hi ha la data de 1919.